# Gorice (dystrykt Brczko)
Gorice – wieś w Bośni i Hercegowinie, w dystrykcie Brczko. W 2013 roku liczyła 654 mieszkańców, z czego większość stanowili Serbowie.